# Phare de pierre de la pointe de la Coubre
 (mai 2013).
Si vous disposez d'ouvrages ou d'articles de référence ou si vous connaissez des sites web de qualité traitant du thème abordé ici, merci de compléter l'article en donnant les références utiles à sa vérifiabilité et en les liant à la section « Notes et références ».
Le phare de pierre de la pointe de la Coubre était une tour tronconique bâtie de 1892 à 1895 sur la commune de La Tremblade pour protéger l'entrée de l'estuaire de la Gironde. Construit à 1 500 m du rivage, il fut détruit en 1907 par l’érosion marine.

## Géographie
Il était situé à l'extrémité de la pointe de la Coubre, dans la commune de la Tremblade, dans le département de la Charente-Inférieure (aujourd'hui Charente-Maritime).

## Histoire

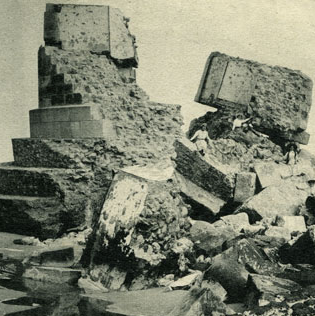
Les ruines de la tour de pierre

Le phare a été bâti de 1892 à 1895, près d'un phare de bois détruit en 1897. Il fut construit pour protéger l'entrée de l'estuaire de la Gironde. Il est bâti sur une cote très dangereuse, où les sables se déplacent très rapidement. Initialement situé à plus de 1 500 m du rivage, dix ans plus tard, l'océan se trouva à ses pieds et il s'écroula dans la nuit du 20 au 21 mai 1907.